# Kikkermolen
De Kikkermolen is een wipmolen aan de Oegstgeesterweg in de Nederlandse stad Leiden. De molen dateert uit 1752 en is gebouwd ten behoeve van de bemaling van de Kikkerpolder, ter vervanging van een in 1747 afgebrande molen. In de tussenliggende jaren werd de polder bemalen door de vlakbijgelegen Maredijkmolen.
De zeer kleine molen (de kleinste wipmolen in het land) met een vlucht van 12,64 m is eigendom van de gemeente Leiden. Tot 1966 werd de Kikkerpolder uitsluitend op windkracht bemaald. De in 1996 voor het laatst gerestaureerde molen draait regelmatig en is op die momenten meestal te bezoeken.

## Foto's

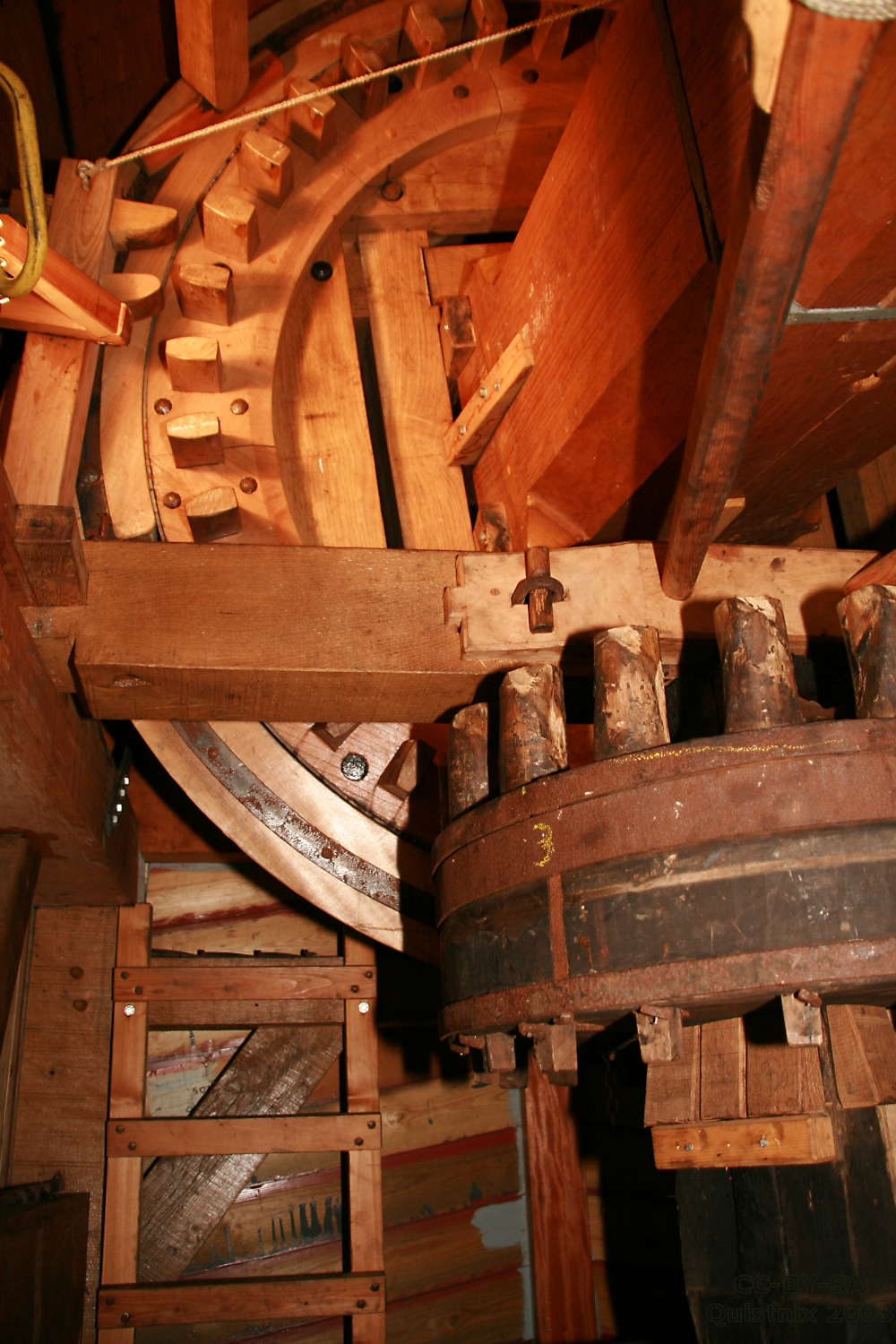
Bovenwiel en bonkelaar

d'Heesterboom ·
De Herder ·
Kikkermolen ·
Maredijkmolen ·
De Put ·
Rodenburgermolen ·
Stadsmolen ·
Stevenshofjesmolen ·
De Valk